# Larrieden

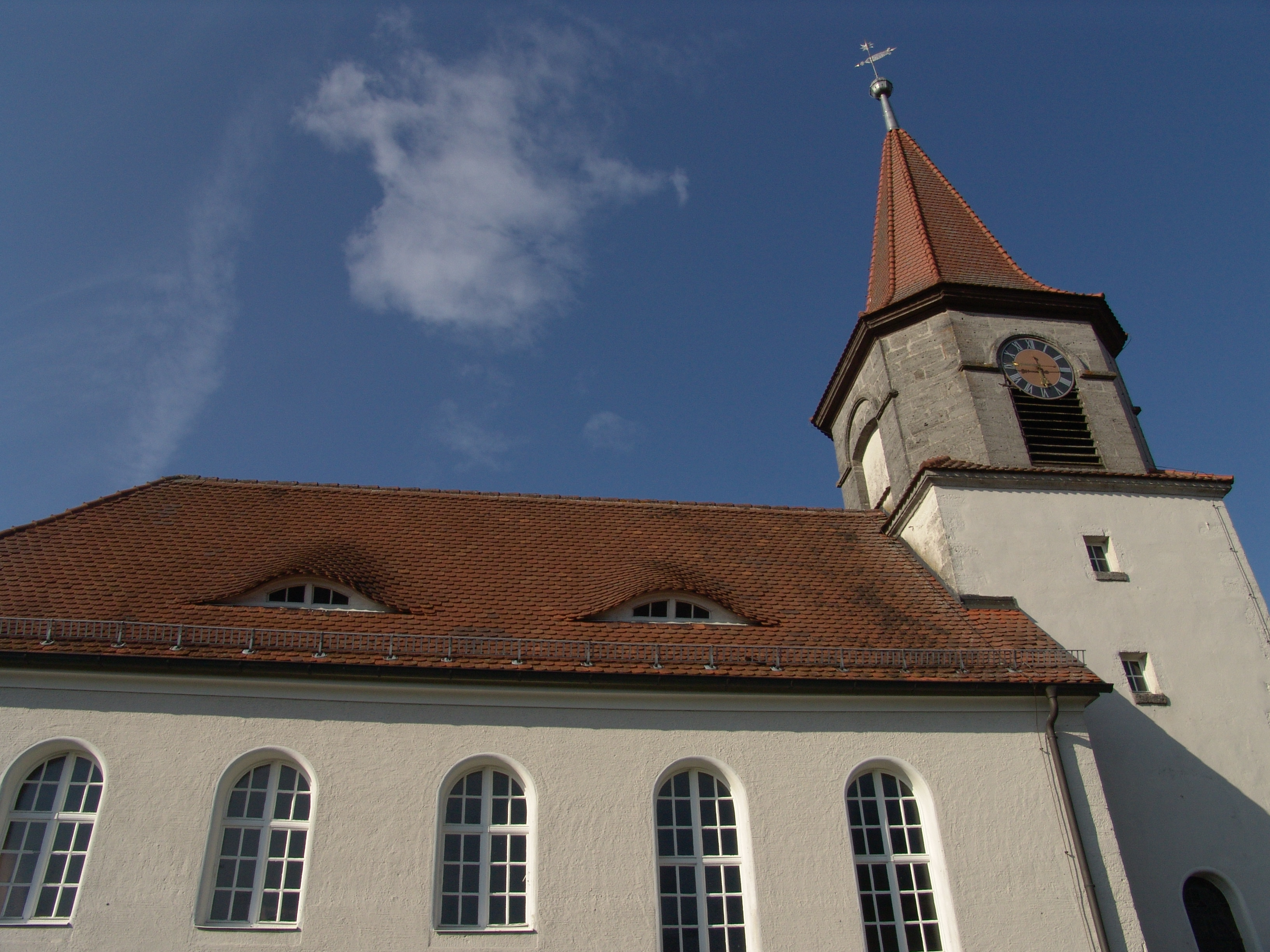
Michaeliskirche in Larrieden

Larrieden ist ein Gemeindeteil der Stadt Feuchtwangen im Landkreis Ansbach (Mittelfranken, Bayern). Die Gemarkung Larrieden hat eine Fläche von 8,639 km². Sie ist in 1107 Flurstücke aufgeteilt, die eine durchschnittliche Fläche von 7804,07 m² haben. In ihr liegen neben dem namensgebenden Ort die Gemeindeteile Heiligenkreuz, Oberhinterhof und Unterhinterhof.

## Geografie
Das Pfarrdorf liegt am rechten Ufer der Wörnitz. Der Bachgraben mündet im Ort als rechter Zufluss in die Wörnitz, der Mühlgründleinsgraben als linker Zufluss. Nordwestlich des Ortes grenzt das Starkfeld an, 0,5 km südwestlich liegt das Waldgebiet Hardhölzlein, 0,5 km nördlich liegt das Erlfeld. Die Kreisstraße AN 5 führt nach Tribur (1,7 km nördlich) bzw. zur Kreisstraße AN 42 (2 km südlich) bei Schopfloch. Gemeindeverbindungsstraßen führen nach Heiligenkreuz (1,4 km nordöstlich) und nach Oberhinterhof (1,4 km südwestlich).
Es gibt fünf Eichen und eine Linde, die als Naturdenkmäler klassifiziert wurden.

## Geschichte
Ursprünglich waren die Grafen von Oettingen die Lehnsherren des Ortes. Im Jahr 1252 wurde ein „Otto de Lavrieden“ urkundlich erwähnt. Dieser war oettingischer Ministeriale und hatte seinen Stammsitz in Larrieden. Um 1352 saß Friedrich von Lerpaur darauf. Über den weiteren Verbleib des Herrensitzes ist nichts bekannt. Die Landeshoheit ging später an das ansbachische Oberamt Feuchtwangen über. Im Jahr 1732 bestand der Ort aus 31 Anwesen mit 33 Mannschaften. Grundherren waren
- Feuchtwangische Ämter:
  - das Stiftsverwalteramt Feuchtwangen: 1 Halbhof mit Taberngerechtigkeit, 1 Gütlein mit Backrecht, 6 Gütlein;
  - das Stadtvogteiamt Feuchtwangen: 1 Mahlmühle, 1 Gütlein mit Backrecht, 2 Gütlein mit Schmiederecht;
  - das Kastenamt Feuchtwangen: 1 Halbhof mit Taberngerechtigkeit (die Abgaben gingen an die Pfarrei Larrieden);
- das Kastenamt Crailsheim: 1 Gütlein; 1 Gütlein, dessen Abgaben an die Pfarrei Mariäkappel gingen;
- das oettingen-spielbergische Oberamt Dürrwangen: 1 Wirtschaft mit oettingischer Zollstätte, 1 Anwesen mit Bäckerei, 2 Gütlein;
- die Reichsstadt Dinkelsbühl: 1 Hof, 2 Höfe mit doppelter Mannschaft, 2 Halbhöfe, 7 Gütlein.

Außerdem gab es noch 1 Kirche, 1 Pfarrhaus, 1 Schulhaus und 2 Hirtenhäuser. Gegen Ende des Alten Reiches gab es nur noch 29 Haushalte, von denen 10 feuchtwangisch waren. Von 1797 bis 1808 unterstand der Ort dem Justiz- und Kammeramt Feuchtwangen.
1806 kam Larrieden an das Königreich Bayern. Mit dem Gemeindeedikt (frühes 19. Jahrhundert) wurde der Steuerdistrikt Larrieden gebildet, zu dem Oberhinterhof und Unterhinterhof gehörten. Wenig später entstand die Ruralgemeinde Larrieden mit den Orten Heiligenkreuz, Oberhinterhof und Unterhinterhof. Sie war in Verwaltung und Gerichtsbarkeit dem Landgericht Feuchtwangen und in der Finanzverwaltung dem Rentamt Feuchtwangen zugeordnet (1919 in Finanzamt Feuchtwangen umbenannt). Ab 1862 gehörte Larrieden zum Bezirksamt Feuchtwangen (1939 in Landkreis Feuchtwangen umbenannt) und von 1943 bis 1973 zum Finanzamt Dinkelsbühl, seit 1973 zum Finanzamt Ansbach. Die Gemeinde hatte 1964 eine Gebietsfläche von 8,642 km². Im Zuge der Gebietsreform in Bayern wurde diese am 1. Januar 1972 nach Feuchtwangen eingemeindet.
Insbesondere im Feuchtwanger Raum, in den Tälern von Wörnitz und Sulzach war der Glaube an Druden und Hexen stark verwurzelt. Dieses wird durch die Tatsache belegt, dass noch 1679 die aus Larrieden stammende 70-jährige Bäuerin Marie Krauß nebst deren Stieftochter und Stiefsohn gefangen nach Feuchtwangen abgeführt wurden. Drei Buben von 5, 7 und 9 Jahren hatten im Nachschwätzen von den Alten gehörtes abergläubisches Zeugs gesagt: die Kraußin und ihre Stiefkinder hätten sie auf einer Gabel zu Hexentänzen mitgenommen, in Wölfe, dann wieder in Menschen verwandelt usw. Es wurden viele Verhöre angestellt, bei denen sich der ehrlose Stiefsohn lügnerischer Weise zu all dem abergläubischen Blödsinn bekannte, dessen man ihn beschuldigte und zugleich Stiefmutter und Schwester schwer belastete. Er gedachte, auf diese Weise besser davonzukommen. Da beide Frauen bei der Leugnung dessen, wes man sie anklagte, blieben, wendete man sich an die Rechtsgelehrten der Universität Tübingen, wohin ein eigener Bote geschickt wurde. Und diese Herren, die selbst den ganzen abergläubischen Wahn für bare Münze nahmen, begutachteten, dass die Kraußin und ihre Stieftochter Margarete der Folter zu unterziehen seien. Die Folterqualen erpressten auch von beiden das erwünschte Schuldgeständnis und so wurden beide auf dem Feuchtwanger Kühwasen als Hexen lebendig verbrannt. Es war der letzte Hexenprozess im Fürstentum Ansbach.
Unter einem Drud verstand man ein Wesen, welches sich nachts auf die Brust von Schlafenden setzt und dadurch Alpträume sowie Beklemmung und Atemnot verursacht. Druden sollen meist alt und hässlich sein, es wären überwiegend Frauen, die dazu verdammt sind, sich jede Nacht ein Opfer zum Drücken suchen zu müssen. Dazu könnte sich ihre Seele vom Körper lösen und als Geist durch kleinste Spalten und Schlüssellöcher in ein Zimmer dringen und dann in verschiedener Gestalt erscheinen.
Der Ort wurde/wird deshalb auch als Druden-Larreden bezeichnet.

### Baudenkmäler
In Larrieden gibt fünf Baudenkmäler:
- Evangelisch-lutherische Pfarrkirche St. Michael, Chorturmkirche, Turm 1760-70, Langhausneubau und Einrichtung 1910; mit Ausstattung; Friedhof, Anlage wohl des 18./19. Jahrhundert, mit Grabsteinen; Friedhofsmauer, Quadermauer, 18./19. Jahrhundert, 1910 wohl verändert.
- Steinkreuz, mittelalterlich; am Ortseingang Richtung Tribur.
- Haus Nr. 20: Pfarrhaus, zweigeschossiger giebelständiger Satteldachbau, 1849.
- Haus Nr. 25: Lehrerhaus, zweigeschossiger traufständiger Satteldachbau, mit Ecklisenen und Geschossgliederung, 1849.
- Steinweiherfeld: Steinkreuz, mittelalterlich; ca. 1200 m außerhalb des Ortes Richtung Tribur.

### Einwohnerentwicklung
Gemeinde Larrieden
| Jahr      | 1818   | 1840   | 1852   | 1855   | 1861   | 1867   | 1871   | 1875   | 1880   | 1885   | 1890   | 1895   | 1900   | 1905   | 1910   | 1919   | 1925   | 1933   | 1939   | 1946   | 1950   | 1952   | 1961   | 1970   |
| Einwohner | 345    | 388    | 406    | 393    | 391    | 398    | 414    | 416    | 412    | 399    | 395    | 370    | 373    | 374    | 385    | 377    | 384    | 351    | 337    | 426    | 407    | 384    | 321    | 310    |
| Häuser    | 71     | 65     |        |        |        |        | 75     |        |        | 79     | 77     |        | 76     |        |        |        | 72     |        |        |        | 73     |        | 73     |        |
| Quelle    | [ 10 ] | [ 18 ] | [ 19 ] | [ 19 ] | [ 20 ] | [ 21 ] | [ 22 ] | [ 23 ] | [ 24 ] | [ 25 ] | [ 26 ] | [ 19 ] | [ 27 ] | [ 19 ] | [ 28 ] | [ 19 ] | [ 29 ] | [ 19 ] | [ 19 ] | [ 19 ] | [ 30 ] | [ 19 ] | [ 12 ] | [ 31 ] |

Ort Larrieden
| Jahr      | 001818 | 001840 | 001861 | 001871 | 001885 | 001900 | 001925 | 001950 | 001961 | 001970 | 001987 |
| Einwohner | 231    | 257    | 250    | 273    | 281    | 249    | 264    | 290    | 210    | 209    | 187    |
| Häuser    | 43     | 41     |        |        | 52     | 50     | 47     | 48     | 48     |        | 53     |
| Quelle    | [ 10 ] | [ 18 ] | [ 20 ] | [ 22 ] | [ 25 ] | [ 27 ] | [ 29 ] | [ 30 ] | [ 12 ] | [ 31 ] | [ 1 ]  |

## Religion
Der Ort ist Sitz der Pfarrei St. Michael und seit der Reformation evangelisch-lutherisch geprägt. Die Einwohner römisch-katholischer Konfession sind nach St. Ulrich und Afra (Feuchtwangen) gepfarrt.

## Vereine
Evangelische Landjugend (ELJ)

Freiwillige Feuerwehr

Musikzug der Freiwilligen Feuerwehr

Posaunenchor

Kriegerverein

Schützenverein

Lange Rute (Fischereiverein)

## Söhne und Töchter des Ortes
- Gustav Aufhammer (1899–1988), Pflanzenbauwissenschaftler und Pflanzenzüchter
- Konrad Porzner (1935–2021), Politiker (SPD), Staatssekretär und Präsident des Bundesnachrichtendienstes
- Erwin Porzner (* 1936), Handballspieler und Handballtrainer